# Соколов, Владимир Сергеевич (ботаник)
Владимир Сергеевич Соколов (1905—1978) — советский ботаник, доктор биологических наук, профессор, крупный специалист по интродукции лекарственных и технических растений. Ученик Н. И. Вавилова.

## Биография
1933—1937 — старший научный сотрудник Всесоюзного института растениеводства (ВИР) в Ленинграде.
1937—1952 — старший научный сотрудник Ленинградского ботанического института (БИН). Во время Великой Отечественной войны и блокады Ленинграда оставался в осаждённом городе и исполнял обязанности директора БИНа. К весне 1942 года из 24 оранжерей ботанического сада уцелела лишь одна (на территории сада разорвалось 30 снарядов и 5 авиабомб). Осколками разорвавшегося снаряда тяжело ранило жену В. С. Соколова — Анастасию Фёдоровну Бельденкову (1906—1957), физиолога растений, кандидата биологических наук.
1952—1978 — заведующий отделом интродукционного питомника лекарственных и технических растений БИН им. В. Л. Комарова АН СССР.
Принимал участие в ряде экспедиций в Среднюю Азию, на Кавказ и Памир. Совершал ботанические поездки в Долину роз в Казанлыке (Болгария), Англию, Чехословакию.
Автор многочисленных научных публикаций. Являлся членом редколлегии журнала «Растительные ресурсы», международного журнала «Planta medica» и других.

## Награды
- Медаль «За оборону Ленинграда»

## Основные научные труды
- Соколов В. С. Как обеспечить себя витамином C в зимнее время / Ботан. ин-т им. акад. В. Л. Комарова АН СССР. — Л.: Ленингр. газ.-журн. и книж. изд-во, 1943. — 24 с.
- Соколов В. С., Фёдоров Ан. А. Ботанический институт имени В. Л. Комарова Академии наук СССР. — Л.: тип. № 2 Упр. изд-в и полиграфии Ленгорисполкома, 1947. — 72 с.
- Соколов В. С. Алкалоидоносные растения СССР / Под общ. ред. д-ра биол. наук проф. М. М. Ильина; Ботан. ин-т им. В. Л. Комарова АН СССР. — М.; Л.: Изд-во АН СССР, 1952. — 380 с. — (Монографии по сырьевым группам растений). — 2200 экз.
- Интродукция лекарственных, ароматических и технических растений: Итоги работ интродукционного питомника БИН АН СССР за 250 лет. 1965. (соавтор)
- Библиография по эфирномасличным растениям и эфирным маслам: Указатели отечественной литературы за 1747—1965 гг. / Р. А. Буйко, А. Е. Гращенко, А. И. Маковкина, В. С. Соколов. — Л.: Наука, 1968. — 276 с.